# Tratado com os príncipes da Igreja
O Tratado com os príncipes da Igreja (em latim: Confoederatio cum principibus ecclesiasticis) de 26 de Abril de 1220, promulgado pelo imperador Frederico II do Sacro Império Romano-Germânico, dava aos bispos da Germânia poder secular, em troca do seu apoio à coroação de seu filho Henrique.
Nesta lei Frederico II renunciava a alguns importantes direitos reais (regalia) a favor dos “príncipes espirituais”. Entre outras coisas, os bispos ficavam com o direito de cunhar moeda e levantar impostos e erigir fortificações na Germânia. Além disso, eles adquiriram o direito de instituir tribunais nos seus domínios e de obter o aval do rei ou do imperador no cumprimento das sentenças desses tribunais, ou seja, condenação pelo tribunal eclesiástico significava automaticamente a condenação e punição pelo tribunal secular; por outro lado, o pronunciamento de excomunhão por um tribunal eclesiástico era automaticamente seguido pela sentença de condenação secular pelo rei ou imperador.